# Antiagrégant
Pour les articles homonymes, voir AAP.

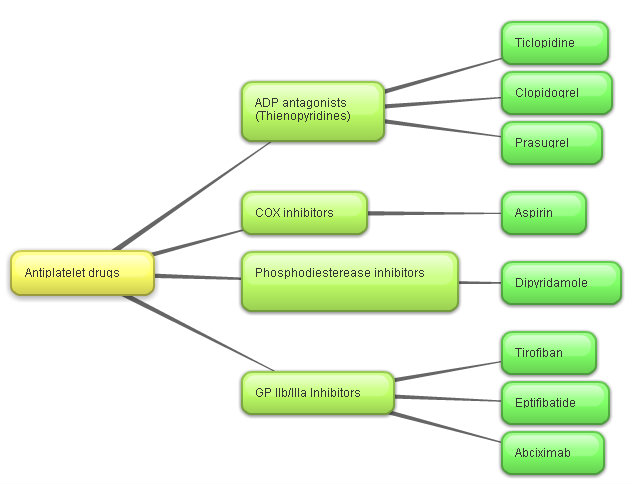
Classification des antiagrégants plaquettaires.

Un antiagrégant plaquettaire (AAP)  ou antiagrégant, est un médicament qui diminue l'agrégation plaquettaire et inhibe la formation du thrombus. Les antiagrégants sont effectifs dans la circulation artérielle, là où les anticoagulants ont peu d'effet. Ils sont souvent utilisés dans la prévention primaire et secondaire des maladies thrombotiques cérébrovasculaires ou cardiovasculaires, comme le syndrome coronarien aigu, complication thrombotique d'un athérome des artères coronaires.

## Principaux antiagrégants
- Inhibiteurs de la cyclooxygénase-1 :
  - l'aspirine (acide acétylsalicylique) entraîne une inhibition irréversible de cette enzyme, entraînant la baisse du thromboxane-A2.
  - la reine des prés (spiraea ulmaria ou filipendula ulmaria) et le saule blanc (salix alba) contiennent des dérivés salicylés qui, après oxydation, deviennent de l'acide salicylique, molécule apparentée à l'aspirine.
  - D'autres médicaments jouent de manière non spécifique sur la cyclooxygénase (1 et 2), entraînant un effet antiagrégant mais aussi d'autres effets (par l'intermédiaire de la cyclooxygénase 2), ce qui fait qu'ils ne sont pas utilisés dans ce cadre. Ce sont en particulier les anti-inflammatoires non stéroïdiens.
- Inhibiteurs des récepteurs de l'adénosine diphosphate (Thiénopyridines) : ils se fixent de manière irréversible sur le récepteur P2Y12[1] :
  - clopidogrel (Plavix) ;
  - ticlopidine (Ticlid) ;
  - prasugrel (Efient).
- Inhibiteurs de la phosphodiestérase :
  - dipyridamole (son mécanisme d'action n'est cependant pas clair[2]) ;
  - cilostazol .
- Inhibiteurs de la glycoprotéine IIB/IIIA (uniquement usage intraveineux) : ils empêchent le fibrinogène de s'attacher aux glycoprotéines IIB/IIIA plaquettaires, et donc, leur agrégation[2] :
  - abciximab (ReoPro) ;
  - eptifibatide (Integrilin) ;
  - tirofiban (Agrastat).
- Les analogues de l'adénosine triphosphate sont des inhibiteurs réversibles du récepteur P2Y12 (contrairement aux inhibiteurs des récepteurs de l'adénosine diphosphate (Thiénopyridines) :
  - Ticagrelor (Brilique), donné par voie orale ;
  - Cangrelor (en cours de développement),  donné par voie intraveineuse ;
  - Elinogrel.
- Les inhibiteurs des récepteurs de la thromboxane agissent sur la même voie que l'aspirine mais plus en aval. les tests ne montrent cependant pas de supériorité par rapport à cette dernière[3].
- Les inhibiteurs du récepteur à la thrombine se fixe sur le récepteur PAR-1 plaquettaire. Ils sont en cours de test (Vorapaxar, Atopaxar).

## Utilisations
Ils peuvent être donnés de manière isolée mais les différents mécanismes d'action font qu'ils sont souvent synergique et parfois prescrit en association.
Ils sont donnés essentiellement en prévention secondaire (c'est-à-dire à l'issue d'un premier accident) d'une complication de l'athérome : maladie coronarienne (angine de poitrine, infarctus du myocarde), accident vasculaire cérébral, artériopathie oblitérante des membres inférieurs. Ils ont été parfois testés en prévention primaire (le sujet n'ayant fait aucun accident de type athéromateux). Ils peuvent être donnés également dans la prévention de la formation de thrombose (caillot) intra cardiaque lors d'une fibrillation auriculaire bien qu'ils soient alors moins efficaces qu'un anticoagulant oral.
Lorsque le risque est jugé important (phase aiguë d'un infarctus du myocarde, geste d'angioplastie avec pose d'un stent) ils sont donnés en association (bithérapie) pendant une durée fixée (mais pouvant être prolongée).
Tous les antiagrégants n'ont pas des résultats équivalents et le choix de l'un d'eux repose sur la preuve de son efficacité sur la maladie visée, la voie souhaitée (voie orale ou intraveineuse), la tolérance , l'homogénéité des résultats (le clopidogrel comportant par exemple des « résistances »), l'évaluation du risque hémorragique et le coût (l'aspirine restant, de loin, la molécule la moins chère). Ce dernier facteur n'étant pas négligeable, car la prescription est faite le plus souvent « à vie ».

## Risque
Outre les risques spécifiques à chaque molécule, ils majorent le risque hémorragique, qu'il soit spontané ou lors d'une intervention. L'association avec des anticoagulants doit être particulièrement prudente. Une bithérapie augmente également le risque.
En cas d'intervention chirurgicale, l'arrêt des antiagrégants une semaine avant minimise le risque hémorragique mais augmente très sensiblement le risque de survenue d'accidents thrombotiques pouvant être très graves. En fait, la plupart des opérations peuvent être faites sous petites doses d'aspirine sans risque majeur de saignement et il n'est pas alors recommandé d'arrêter cette dernière. En cas de bithérapie, la décision doit se faire entre différer l'intervention jusqu'à ce qu'elle puisse être changée en monothérapie, ou arrêter l'un des deux antiagrégants, ce qui n'est pas recommandé en cas d'un geste d'angioplastie avec pose de stent trop récent.